# Pflugerville, Texas
Pflugerville là một thành phố thuộc quận Travis, tiểu bang Texas, Hoa Kỳ. Năm 2010, dân số của xã này là 46936 người.

## Dân số
- Dân số năm 2000: 16335 người.
- Dân số năm 2010: 46936 người.